# 賈甲

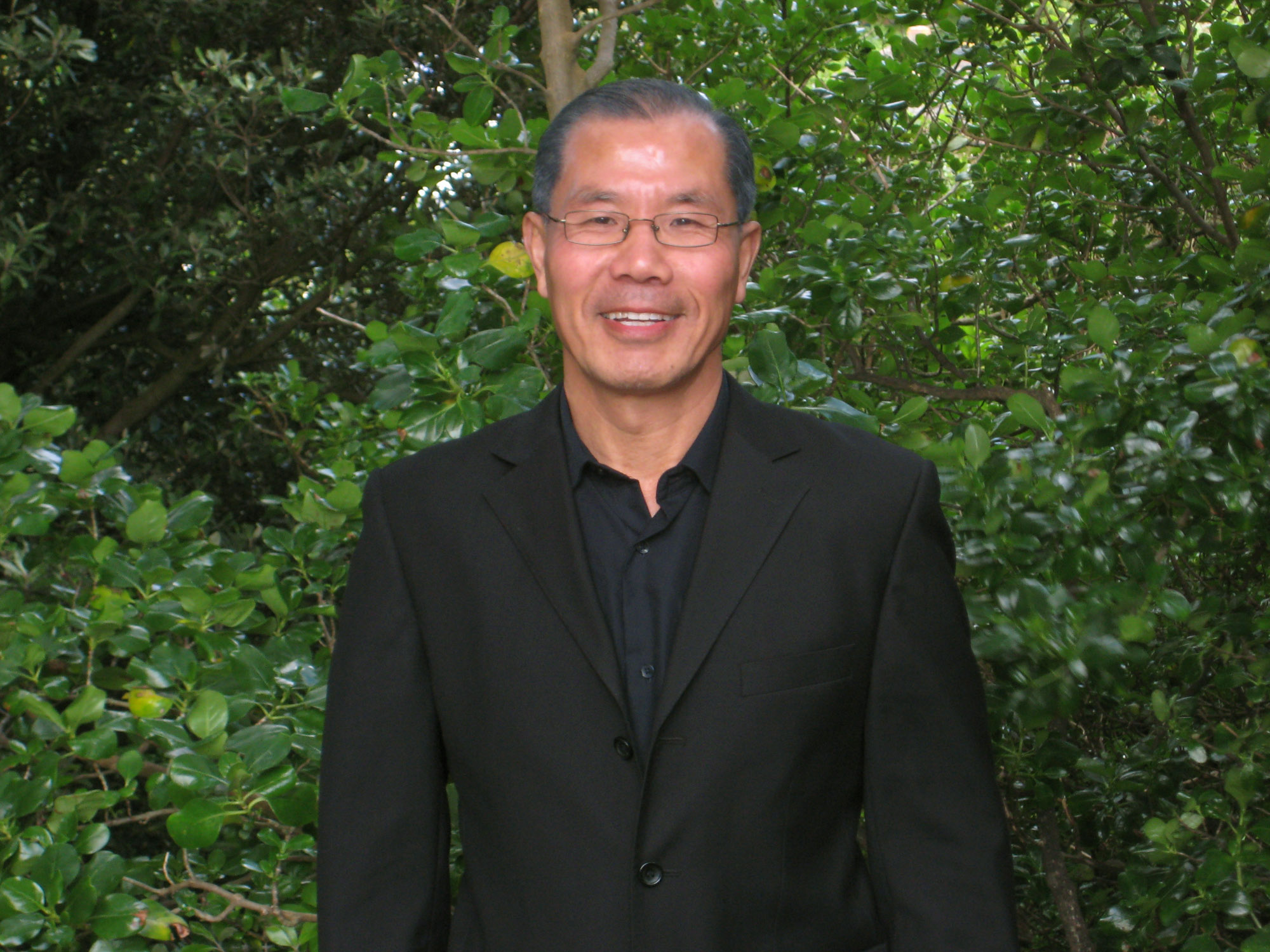
贾甲

贾甲（1951年7月11日—），天津市人，大学学历，教授，为前山西省科技专家协会法人代表、秘书长。
1969年从天津插队到山西芮城，1983年到北京商学院、商业部干部管理学院学习。1986年开始做自由学者和兼职教授，推销专家服务。为各大学、政府机关、大中型企业进行专题讲学和决策咨询。1996年担任山西阁奥德专家服务公司董事长，1999年当选为山西省科技专家协会秘书长，（协会简介见附件
）兼任“山西省人民政府专家报告团”负责人。 。2002年任中国科技专家联合会筹委会主任。2005年任全国专家网络中心主任。
由于不满中国共产党的专制统治，2006年10月22日他借私人出国旅游的机会到达台湾，并寻求当局的政治庇护，从而开始成为媒体关注人物。2007年9月25日贾甲正式获得联合国政治庇护身份(联合国政治庇护证书见附件）。2008年6月26日贾甲获得新西兰永久居留权，定居首都惠灵顿。
2009年10月22日贾甲返回中國大陸，随即被中華人民共和国政府在北京首都国际机场拘捕。
2011年5月13日贾甲被人民法院以“叛逃罪和煽动颠覆国家政权罪”秘密审判，判处有期徒刑8年，同时剥夺政治权利2年，在山西省晋中监狱服刑。
贾甲刑事判决书（刑事裁定书）见此。
2017年10月21日刑满释放，落户山西太原 。
2019年10月21日剥夺政治权利2年期限结束。2019年12月26日在新西兰政府帮助下顺利返回新西兰和家人团聚。

## 政治出走及其相关活动
2006年10月22日，贾甲随中国旅行团投奔台湾，希望借助台湾的自由环境和政治资源来实现中国的民主。10月24日要求台湾政府给予政治庇护。10月26日台湾政府拒绝了贾甲的政治庇护申请，并对其实施强制遣返，途径香港时被大纪元时报记者吴雪儿营救，故遣返未果。
随后多次接受媒體採訪，表達有關促進中國民主化的意見。並将他带出的700多名领导干部和专家学者退党名单移交给全球退党服务中心，證實中国出现的「退党潮」，并号召7800万党员干部退出共产党组织，结束中共一党独裁残暴统治等。
2006年11月1日，贾甲在香港发起成立中华民主联邦共和国政府。11月24日经台湾政府许可贾甲再次访问台湾，在此期间与台湾当地民众和法轮功学员在台北市松江路设立：中华民主联邦共和国政府办公场所。由于贾甲公开的支持“退党”和要求实现民主自由的言行触痛了中共一党独裁的神经，因此他在一些亲共媒体对法轮功实施的舆论攻击中被点名。
2006年12月24日抵达马来西亚。2007年1月18日，贾甲发起成立了中国民主核心党（简称中国民核党）。2月10日，他在中国驻印尼领事馆前发表演说，再次号召广大党员干部和民众退出中国共产党组织。2月21日当他再次入境马来西亚时，马来西亚政府将他列入黑名单，欲实施扣押和逮捕，企图将他遣返回大陆，但最终遣返未果。

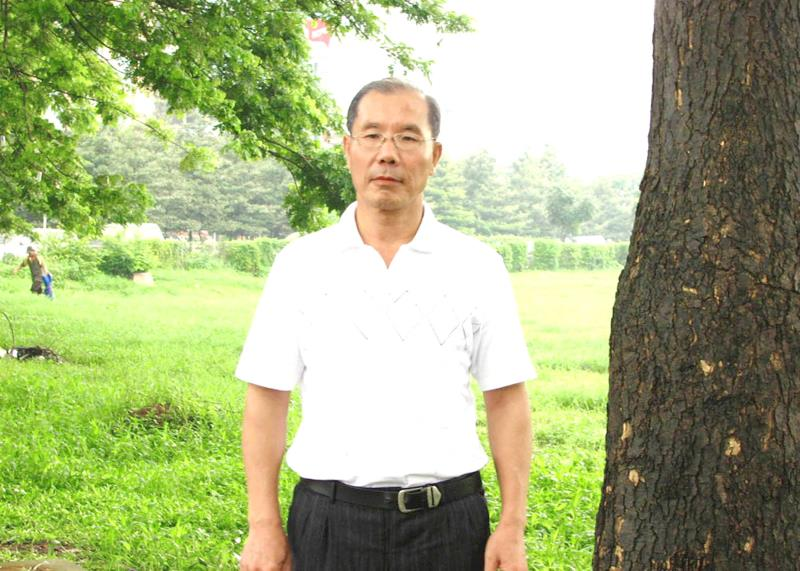
JIA JIA photo1

2007年3月9日，贾甲在印度尼西亚巴厘岛出席由当地人举办的“贾甲出走座谈会”时被印度尼西亚政府逮捕和扣押。3月10日，贾甲被强行关入监狱，印尼政府在中国政府的威逼和操纵下欲将其遣返回中国大陆。对此，海内外各界人士发出了强烈地抗议和声援。在印尼当地民众、人权组织和法轮功学员的集会示威、绝食抗议，以及当地华人企业家李曼的救援下，最终印尼政府放弃遣返行动，贾甲于3月15日获得释放。
2007年9月25日，贾甲正式获得联合国的政治庇护身份。
2008年1月1日，贾甲当选为海外中国过渡政府的首届政府副总统。
2008年4月14日，正值北京奥运火炬传递印尼期间，贾甲再次遭印尼警察上门逮捕。由于贾甲已具有联合国政治庇护身份并在印尼拥有合法居留权。最后印尼警方逮捕未遂，遣返未果。
2008年6月26日，在联合国高度保密的情况下，贾甲被安全护送到新西兰的奥克兰国际机场，并获得了新西兰的永久居留权，定居于新西兰惠灵顿。
2009年10月22日，贾甲依照其之前的规划乘機返回中國大陸，当他抵达北京首都国际机场后不久，便遭中国政府拘捕。。

### 引用
1. ↑  山西省科技专家协会成立批复 （页面存档备份，存于），贾甲出走，1998年11月11日
2. ↑  负责人登记表 （页面存档备份，存于），贾甲出走，2005年3月8日
3. ↑  .   [2021-11-23]. （原始内容存档于2021-11-23）.
4. ↑  山西省政府转发山西省科技专家协会WTO报告会文件1 （页面存档备份，存于），贾甲出走，2002年6月6日
5. ↑  山西省政府转发山西省科技专家协会WTO报告会文件2 （页面存档备份，存于），贾甲出走，2002年6月6日
6. ↑  山西省政府转发山西省科技专家协会WTO报告会文件3 （页面存档备份，存于），贾甲出走，2002年6月6日
7. ↑  山西省政府转发山西省科技专家协会WTO报告会文件4 （页面存档备份，存于），贾甲出走，2002年6月6日
8. ↑  山西省政府转发山西省科技专家协会WTO报告会文件5 （页面存档备份，存于），贾甲出走，2002年6月6日
9. ↑  山西省政府转发山西省科技专家协会人才强国报告会文件1 （页面存档备份，存于），贾甲出走，2004年6月30日
10. ↑  山西省政府转发山西省科技专家协会人才强国报告会文件2 （页面存档备份，存于），贾甲出走，2004年6月30日
11. ↑  山西省政府转发山西省科技专家协会人才强国报告会文件3，贾甲出走，2004年6月30日
12. ↑  山西省政府转发山西省科技专家协会人才强国报告会文件4 （页面存档备份，存于），贾甲出走，2004年6月30日
13. 1 2  中共官员在台脱队 要与中共决裂 （页面存档备份，存于），大纪元时报，2006年10月26日
14. ↑  联合国政治庇护证书1，精彩人生，2007年9月25日
15. ↑  联合国政治庇护证书2，精彩人生，2007年9月25日
16. 1 2  贾甲获正式难民身份 联合国官员：我们要保护你 （页面存档备份，存于），大纪元时报，2007年9月28日
17. 1 2  賈甲：我將返回祖國實現中國的民主[永久]，大紀元时报，2009年8月8日
18. ↑  异议人士贾甲回国被拘捕 家人吁外界关注 （页面存档备份，存于），自由亚洲电台，2009年10月23日
19. 1 2  贾甲在北京机场被拘捕 吁民众不应恐惧 （页面存档备份，存于），大紀元时报，2009年10月22日
20. 1 2  新西兰驻华使馆开始关注贾甲的下落 （页面存档备份，存于），自由亚洲电台，2009年10月23日
21. ↑  Chinese dissident disappears after returning home from nz[永久]，NewZealand TV3，2009年11月2日
22. ↑  贾阔称大陆亲戚被公安告知：贾甲被秘判8年 （页面存档备份，存于），大纪元时报，2011年5月14日
23. ↑  贾甲被控“颠覆国家政权罪”判八年 （页面存档备份，存于），大纪元时报，2011年5月16日
24. ↑  贾甲在山西被判8年徒刑 剥夺政治权利2年 （页面存档备份，存于），博讯新闻网，2011年5月13日
25. ↑  Political refugee inprisoned in china （页面存档备份，存于） ，NewZealand TV3，2011年5月19日
26. ↑  贾甲：刑事裁定书，贾甲出走，2019年12月26日
27. ↑  贾甲：释放证明书 （页面存档备份，存于），贾甲出走，2017年10月21日
28. ↑  贾甲：天下纵横 使命依然，贾甲出走，2020年4月20日
29. ↑  Chinese defector finds no asylum （页面存档备份，存于），华盛顿时报，2006年10月31日
30. ↑  贾甲：盼暂居美国以推动中国民主[永久]，美国之音，2006年11月5日
31. ↑  山西科技专家 大陆男子在台湾寻庇护 （页面存档备份，存于），联合早报，2006年10月25日
32. ↑  脱队中国观光客 贾甲投案 （页面存档备份，存于），台视新闻，2006年10月25日
33. ↑  落跑中国观光客 贾甲投案 （页面存档备份，存于），自由电子报，2006年10月25日
34. ↑  一个大阴谋 中共正逼迫港府执行 （页面存档备份，存于），人民报，2006年11月1日
35. ↑  伸出援手 关注贾甲人身安全与危急处境 （页面存档备份，存于），人民报，2006年11月2日
36. ↑  起义官员抵港 曝光国内退党潮真相 （页面存档备份，存于），大纪元时报，2006年10月27日
37. ↑  华盛顿时报：退党潮激励贾甲脱共 （页面存档备份，存于），大纪元时报，2006年11月2日
38. ↑  推翻共产暴政实现中国民主是人类最伟大的事业 （页面存档备份，存于），大纪元时报，2009年3月28日
39. ↑  战胜中共是中国人民的唯一选择 （页面存档备份，存于），大纪元时报，2009年6月6日
40. ↑  解体中共中国人才有幸福生活 （页面存档备份，存于），大纪元时报，2008年8月17日
41. ↑  贾甲号召广大党员干部退出中共 （页面存档备份，存于），大纪元时报，2006年10月29日
42. ↑  贾甲：“都用实名退党，共产党就完了” （页面存档备份，存于），大纪元时报，2006年10月31日
43. ↑  贾甲：中共是实现民主最大绊脚石 （页面存档备份，存于），大纪元时报，2006年11月12日
44. ↑  贾甲：退党是合法道德爱国[永久]，香港大纪元，2007年2月12日
45. ↑  贾甲：中华民主联邦共和国政府公告第一号 （页面存档备份，存于），大纪元时报，2006年12月25日
46. ↑  贾甲再次入台湾 贾阔称台做出榜样 （页面存档备份，存于），大纪元时报，2006年11月28日
47. ↑  中国要出大事！七大军区司令支持新政府 （页面存档备份，存于），人民报，2009年8月9日
48. ↑  由贾甲发言可知法轮功在国内已经没有了市场 （页面存档备份，存于），新华网，2006年11月20日
49. ↑  贾甲给中共政治局的劝退公开信 （页面存档备份，存于），大纪元时报，2007年1月18日
50. ↑  贾甲：退党是合法、道德和爱国的体现 （页面存档备份，存于），大纪元时报，2007年2月10日
51. ↑  贾甲入马被拒　责中共施压 （页面存档备份，存于），大纪元时报，2007年2月23日
52. ↑  印尼欲遣賈甲返大陸 （页面存档备份，存于），大纪元，2007年3月9日
53. ↑  紧急抗议印尼政府违反国际公法扣留庇护难民贾甲先生 签名网页 （页面存档备份，存于），大纪元时报，2007年3月11日
54. ↑  中共遣返计划落空 贾甲在印尼获自由 （页面存档备份，存于），大纪元，2007年3月16日
55. ↑  对澳“讲法”之法轮“难民”问题 （页面存档备份，存于），新华网，2007年11月09日
56. ↑  中国过渡政府公告 (第一号)[永久]，未来中国论坛，2008年1月1日
57. ↑  印尼警方理亏 逮捕贾甲未遂 （页面存档备份，存于），大紀元时报，2008年4月15日
58. ↑  定居新西兰 父子团聚 （页面存档备份，存于），大紀元时报，2008年6月26日
59. ↑  异议人士贾甲回国被拘捕 家人吁外界关注 （页面存档备份，存于），自由亚洲电台www.rfa.org，2009年10月23日
60. ↑  高层哗变！万里支持军方干涉贾甲事件 （页面存档备份，存于），人民报，2009年11月5日

### 网页
- 歐議會副主席促英國庇護賈甲 （页面存档备份，存于），大紀元时报，2006年10月29日
- 贾甲：中华民主联邦共和国政府公告第一号 （页面存档备份，存于），大紀元时报，2006年12月25日
- 慶祝中華民主聯邦共和國誕生一周年 （页面存档备份，存于），大紀元时报，2007年11月5日
- 建立民主 联邦 共和的新中国 （页面存档备份，存于），博讯新闻网，2007年10月31日
- 贾甲：向全国人民推荐《中华民主联邦共和国宪法》 （页面存档备份，存于），博讯新闻网，2008年7月22日
- 贾甲：让中华民主联邦共和国的旗帜在中华大地上迎风飘扬 （页面存档备份，存于），博讯新闻网，2008年7月24日
- 贾甲：党员干部投奔民主自由是正义之举 （页面存档备份，存于），大紀元时报，2008年11月29日
- 贾甲：刑事裁定书，贾甲出走，2019年12月26日
- 贾甲：天下纵横 使命依然，Youtube，2020年4月20日